# Enkianthus subsessilis
Enkianthus subsessilis är en ljungväxtart som beskrevs av Tomitaro Makino. Enkianthus subsessilis ingår i släktet klockbuskar, och familjen ljungväxter. Utöver nominatformen finns också underarten E. s. angustifolia.